# Camera giấu kín
Camera giấu kín là chương trình truyền hình thực tế do Truyền hình Công an Nhân dân (ANTV) và AVG - Truyền hình An Viên phối hợp sản xuất có hình thức thể hiện hết sức đặc biệt với các máy quay được giấu kín và những nhân vật tham gia chương trình không hề hay biết mình đang bị quay phim. Các tập phát sóng của Camera giấu kín không chỉ có tính giải trí, mang đến tiếng cười cho người xem mà còn có ý nghĩa tốt đẹp, nhân văn, đúc rút nhiều bài học về cách ứng xử, giao tiếp cho những người xem chương trình. Chương trình được phát sóng trên kênh ANTV và kênh An Viên của AVG - Truyền hình An Viên.
- Format chương trình

Chương trình đưa ra tình huống giả định để kéo nhân vật tham gia vào chương trình. Những tình huống này đều được lựa chọn để phù hợp với văn hóa Phương Đông. 
Tại nhiều vị trí xung quanh bối cảnh, các camera được bố trí ẩn hoặc ở các vị trí mà nhân vật không quan sát được, chính vì vậy, nhân vật sẽ thể hiện các phản ứng bột phát đúng với bản chất thật của mình.
Các biên tập viên của Camera giấu kín luôn có mặt gần bối cảnh để xử lý các tình huống tiêu cực ngoài dự kiến.
- Ý nghĩa và hiệu ứng của chương trình

Camera giấu kín gửi đến người xem nhiều bài học có giá trị, chứa đựng nhiều yếu tố nhân văn, thể hiện tình thương giữa người với người. Bên cạnh đó, chương trình  chỉ ra những điều còn chưa đẹp trong đời sống để đánh động mọi người thay đổi hành vi và cách ứng xử trong đời sống. 
Phát sóng trên kênh chuyên về an ninh, chương trình còn có ý nghĩa nâng cao cảnh giác của người dân trong mọi tình huống và thử thách bản lĩnh của các cá nhân trong các trường hợp liên quan đến trật tự, an toàn xã hội.
- Các chương trình tiêu biểu
  - Tình huống "Xe ôm Tây phục vụ"

Một người nước ngoài là diễn viên của chương trình đóng vai người hành nghề xe ôm đứng đợi khách ở cổng trường đại học và tại các ngã tư đông người qua lại. Sự có mặt của một anh Tây hành nghề xe ôm đã thu hút sự chú ý của những người đường và ngay cả các "đồng nghiệp" của anh.
- - Tình huống "Tây đi taxi"

Một nhóm người nước ngoài cũng là diễn viên của chương trình Camera giấu kín bắt xe taxi để đi một quãng đường ngắn nhưng tài xế taxi đã đưa đi vòng vèo "mua đường" để tăng lệ phí phải trả.  
Tình huống này đã phản ánh đúng một thực tế nhức nhối trong xã hội hiện nay.
- - Tình huống NS Quyền Linh tham dự chương trình

Nghệ sĩ Quyền Linh được mời tham gia chương trình Camera giấu kín mà anh không hề biết chương trình đó như thế nào. Anh được hai người trong ekip thực hiện đến đón để đưa tới một nhà hàng trong buổi hẹn gặp đạo diễn của chương trình. Trên đường đi, xe đón anh hai lần dừng xe để nhận hàng, anh cũng không biết đó là món hàng gì. Sau đó, xe đón Quyền Linh bất ngờ bị công an yêu cầu dừng lại để kiểm tra. Công an đã phát hiện trên xe có hàng cấm. Quyền Linh sẽ phản ứng ra sao? Đây là tình huống thử phản ứng của người tham gia chương trình khi gặp một tình huống thể hiện sự bản lĩnh của người khi gặp tình huống như vậy. 
Sau khi một đoạn cắt clip của chương trình bị rò tỉ trên trang YouTube, tình huống này đã gây một phản ứng dữ dội trong dư luận và dấy lên các hoài nghi về NS Quyền Linh cũng như tính nhân văn của nhà sản xuất chương trình. Đích thân NS Quyền Linh phải lên tiếng "Không nên dừng phát sóng tình huống '"Camera giấu kín'".